# 2B (banda)
2 B foi uma banda musical formada exclusivamente para representar Portugal no Festival Eurovisão da Canção (2005) interpretando a canção "Amar". A canção, com letra bilingue (português e inglês), foi eliminada na semifinal, tendo mesmo assim atingido melhor prestação que a canção do ano anterior, conseguindo a pontuação máxima doze pontos em todos os países de forte emigração portuguesa (Alemanha, França, Suíça, etc.)
O duo foi constituído por Rui Drummond e Luciana Abreu.